# Ensemble Organum
Das Ensemble Organum ist ein Vokalensemble der Alten Musik, das sich auf die Interpretation von Musik des Mittelalters spezialisiert hat.
Es wurde 1982 von Marcel Pérès in der Abtei von Sénanque gegründet und wurde in der Folge am Kloster Royaumont zu einem bedeutenden Ensemble in der Interpretation mittelalterlicher Musik aufgebaut. Seit 2001 hat die Formation ihren Sitz an der Abtei Saint-Pierre in Moissac; sie ist in ihrer Mitgliederstruktur flexibel, wodurch Mitglieder aus aller Welt ihre jeweiligen musikalischen Traditionen eingebracht haben.
Das Repertoire des Ensembles erstreckt sich von überlieferten Musikstücken aus den Anfängen des Christentums, Vorformen des gregorianischen Chorals bis hin zu Literatur mittelalterlicher Tradition aus dem 20. Jahrhundert. Eine große Rolle in der Interpretation spielen dabei Erkenntnisse aus der altertümlichen Aufführungspraxis, welche sich Mitglieder des Ensembles in langjährigen Studien alter Traditionen aus verschiedenen Regionen erarbeitet hatten. Die sorgfältige Behandlung verzierender sowie mikrotonaler Elemente führen zu einem merklich anderen Resultat als bei anderen spezialisierten Vokalformationen, welche der gängigen Interpretation seit der Restitution des gregorianischen Gesanges an der Abbaye Saint-Pierre de Solesmes folgen.